# Mmm Papi
Singles de Britney Spears
If U Seek Amy
(2008) Radar
(2008)
Pistes de Circus
Blur
(8) Mannequin
(10)
Mmm Papi est le cinquième titre de l'album Circus de Britney Spears. Ce titre a été composé par Britney Spears, Henry Walter, Adrien Gough, Peter-John Kerr et Nicole Morier et produit par Let's Go To War. Aucun clip vidéo n'a été tourné pour Mmm Papi, ne faisant pas partie des singles de l'opus. Mmm Papi est disponible dans toutes versions de Circus (Deluxe, Japan Deluxe et standard évidemment en plus des autres éditions Iran, Corée, Chine, Australie etc.).